# Kippenberg (Film)
Kippenberg ist ein Spielfilm des Fernsehens der DDR von Christian Steinke aus dem Jahr 1981, nach dem gleichnamigen Roman von Dieter Noll von 1979.

## Handlung
Dr. Kippenberg, ein 36 Jahre alter Arzt und Chemiker, der in einem chemischen Institut eine erfolgreiche Arbeitsgruppe leitet, geht aufgeregt zum Institutsdirektor Professor Lankwitz, der auch gleichzeitig sein Schwiegervater ist, um sich zu beschweren. Im Betrieb wurde ihm zugetragen, dass seine Frau Charlotte nach Moskau zum Erfahrungsaustausch fahren soll, doch er ist der Meinung, dass Dr. Harra aus seiner Gruppe es aus wissenschaftlichen Gründen eher verdient hätte. Hinzu kommt, dass er diese Entscheidung nicht aus dem Munde seines Chefs, sondern über die Flüsterpropaganda des Betriebes erfahren hat. Doch seine Aufregung verflacht im Büro des Chefs und er schweigt, da er, wie immer in den letzten Jahren, an solchen Punkten resigniert. Er hofft, am Abend Charlotte dazu zu bringen, freiwillig auf die Reise zu verzichten, doch das bleibt eine Illusion.
Kippenberg bringt seine Frau zum Flughafen Berlin-Schönefeld und geht anschließend auf die Aussichtsplattform. Hier hört er unfreiwillig dem Streitgespräch eines jungen Pärchens zu, bei dem das etwa 18-jährige Mädchen die Frage nach dem Sinn des Lebens stellt und nicht studieren will, obwohl sie es von den Leistungen her könnte. Das hängt mit der Erziehung durch die Eltern und deren Einstellung zum Leben zusammen, die der ihres Freundes gleicht, doch so möchte sie nicht werden. Auf dem Weg nach Berlin wird sie von Kippenberg mit dem Auto mitgenommen, der ihr gesteht, dass ihre Worte ihn nachdenklich gemacht haben. Als er sie am S-Bahnhof Berlin-Adlershof aussteigen lässt, redet sie ihn mit Namen an, doch er weiß nicht, woher sie ihn kennt. Zurück im Institut wird er vom SED-Parteisekretär des Betriebes Bosskow angesprochen, der einen Brief mit einer Anfrage von Dr. Pabst aus Thüringen wegen eines gemeinsamen Projektes sucht. Dieser Brief wird beim stellvertretenden Institutsdirektor Dr. Kortner gefunden, da Prof. Lankwitz diese Zusammenarbeit ablehnt. Doch Kippenberg schickt Pabst telegrafisch eine Zusage, ohne seinen Chef darüber zu informieren. Im Gespräch mit Bosskow erinnern sich beide an vergangene Tage, an denen sie planten und träumten, wie es mit dem Institut aufwärts gehen kann.
Dann bekommt Kippenberg einen Anruf von dem jungen Mädchen, das mit ihm noch einmal über ihre Ansichten sprechen will. Da er am nächsten Tag auf sein Grundstück fahren muss, um dort einmal das Häuschen zu durchlüften, schlägt er vor, sie mitzunehmen. Schnell kommt sie zur Sache und sagt, dass sie nicht so werden möchte, wie ihr Vater, der mit doppelter Zunge spricht und im Grunde zwei Leben führt, ein privates und ein öffentliches, auch sie selbst spielt bereits mehrere Rollen, da sie gelernt hat, den Geboten der Vernunft zu folgen.
Bereits über zwei Jahre liegt die Idee einer neuen Verfahrenstechnik für ein Arzneimittel im Tresor von Dr. Kippenberg, an der auch Dr. Harra maßgeblich beteiligt ist. Die Studie zeigt, dass das neue Verfahren einfacher, billiger und besser ist, als das aus dem westlichen Ausland; für die Produktion war ein Pharmahersteller in Thüringen vorgesehen. Prof. Lankwitz sprach sich seinerzeit dagegen aus und Kippenberg tat, was man ihm sagte. Doch nun bringt es Dr. Pabst wieder zur Sprache und diesmal will sich Kippenberg an der Realisierung beteiligen, obwohl er in Dr. Kortner ebenfalls einen Gegner des Projektes vor sich hat. Im Anschluss an eine Informationsveranstaltung mit seiner Arbeitsgruppe und einem folgenden Streit mit Kortner hört Kippenberg in der Kantine, dass sich die Tochter eines Kollegen mit ihren Eltern zerstritten hat und zu Hause ausgezogen ist. Da auch noch genauere Gründe folgen, schlussfolgert er, dass es sich nur um das ihm bekannte Mädchen handeln kann, da es die gleichen Argumente sind. Was er allerdings bisher nicht ahnte, ist, dass es sich um Eva, die Tochter des stellvertretenden Direktors Dr. Kortner, handelt. Einer Eingebung folgend fährt er zu seinem Grundstück, findet sie dort und bietet ihr an, vorerst dort schlafen zu können. In einem Gespräch erzählt sie ihm, dass ihr Vater oft zu Hause von seinen Befürchtungen erzählte, Kippenberg würde einmal seinen Posten übernehmen wollen. Persönlich lernte sie ihn bei ihrer Jugendweihe kennen, bei der er mit seiner Frau zu Gast war und er sie durch sein resolutes Auftreten stark beeindruckte.
Nach einem Besuch in dem Thüringer Produktionsbetrieb, bei dem Kippenberg einen Kooperationsvertrag mit Dr. Pabst aushandelt, fährt er am nächsten Tag wieder zurück ins Institut, nicht ohne Eva, die er auf dieser Reise mitnahm, wieder auf seinem Grundstück abzusetzen. Im Institut erhält er eine Hausmitteilung des Direktors, dass übergeordnete Stellen die geplante Verfahrensentwicklung übernommen haben und somit das Institut von dieser Aufgabe entlastet ist. Dr. Kortner übernimmt die Aufgabe, Kippenberg in die Schranken zu weisen, und die überraschende Rückkehr seiner Frau aus Moskau tut ein Übriges, ihn von seinem Vorhaben abzubringen. Obwohl der Professor sich bisher immer vor einer direkten Konfrontation gedrückt hat, untersagt er Kippenberg weitere Aktivitäten in dieser Angelegenheit und informiert ihn, dass Dr. Harra gekündigt hat. Dieser würde seine Kündigung zurückziehen, wenn Kippenberg weiter mit der Arbeitsgruppe an dem Problem arbeitet, was sich jener aber nicht mehr traut. Auch Bosskows Versuch, in einem Gespräch innerhalb der Leitung des Instituts den Professor umzustimmen, schlägt wegen der mangelnden Unterstützung durch Kippenberg, der anschließend zu Eva auf das Grundstück fährt, fehl.
Hier stellt er fest, dass es den Kippenberg von einst nicht mehr gibt, und während er mit Eva im Bett liegt, macht er ihr den Vorschlag, gemeinsam auf und davon zu gehen. Hauptsache weg von diesem etablierten Dasein, endlich Schluss mit Prestige und Aufstieg und was man sonst noch für wünschenswert hält. Nach dieser Nacht fasst er den Entschluss, nicht aufzugeben, und fährt wieder zurück ins Institut, geht sofort in das Büro des Chefs und bittet auch Bosskow hinzu. Seiner Frau, die bereits anwesend ist, gesteht er, dass er in der letzten Nacht mit Eva geschlafen hat. Mit dem Eintreffen des Professors klärt Kippenberg die Zusammenhänge auf, weshalb dieser vor zwei Jahren das Projekt in den Tresor verschwinden ließ und er selbst dadurch viele Vergünstigungen erhielt. Lankwitz bekommt die Möglichkeit, seine Meinung elegant zu ändern, was er auch macht, und Kippenberg wird mit Unterstützung Bosskows die Entwicklung des neuen Medikaments vorantreiben. Seine Frau will bei ihm bleiben, da er jetzt wieder so ist, wie sie ihn kennenlernte.

## Produktion und Veröffentlichung
Das Szenarium stammte von Klaus Jörn sowie Christian Steinke und die Dramaturgie lag in den Händen von Hans-Jürgen Faschina.
Die Erstausstrahlung des auf ORWO-Color geschaffenen Films erfolgte am 13. und 15. März 1981 als zweiteiliger Fernsehfilm mit einer Gesamtlaufzeit von 167 Minuten im 1. Programm des Fernsehens der DDR. Dieser Artikel beschreibt die Kurzfassung von 94 Minuten, die am 2. Oktober 2019 im Berliner Zeughauskino des Deutschen Historischen Museums gezeigt wurde. Vorhergehende Aufführungen dieser Kurzfassung waren nicht zu ermitteln.

## Kritik
Im Neuen Deutschland hatte Henryk Goldberg folgende Meinung geäußert:

„Die Wirkung des Films beruhte wesentlich auch auf schauspielerischen Leistungen. Für Peter Aust war Kippenberg wohl die bisher schwierigste Rolle, und dies nicht nur ihres Umfanges wegen. Die Gestalt des Kippenberg erschließt sich auch in Nolls Roman nicht ohne Weiteres. Im Film ist es ähnlich: Man kennt zwar alle Daten und Fakten, und dennoch ist der Mensch Kippenberg kaum zu fassen. Sicherlich hängt das mit dem psychologischen Profil der Figur zusammen, ihrer Undurchdringlichkeit.“

In der Berliner Zeitung schrieb Gerda Auerbach:

„Die umfangreiche Romanbeschreibung ist auf eine filmisch wahrhaft faßbare Handlung beschränkt worden. (…) Hier spielen [vielmehr] Zeit und Raum eine gewichtige Mitrolle bei der Erforschung der Frage, wie weit die persönliche Krise Kippenbergs und seine schwere Entscheidung gegen Selbstsucht und Selbstgenügsamkeit von neuen Erfordernissen und Möglichkeiten unserer Gesellschaft mitbewegt werden.“

In der Neuen Zeit meinte Barbara Faensen:

„Regie führte Christian Steinke, und es ist bewundernswert, wie er dem nüchternen Alltag eines wissenschaftlichen Instituts immer neue Schauplätze, immer interessante Bildausschnitte abrang, wie er die Schauspieler so differenziert einsetzte und führte, daß von Aussehen, Ansehen, Sprache und Bewegung her die innere Dramatik dieses Filmes sich nicht allein auf das Schicksal des Titelhelden konzentrierte, sondern er sich im Spannungsfeld gegensätzlicher und überzeugender Charaktere befand.“